# Autostrada międzystanowa nr 205 (Kalifornia)
Autostrada międzystanowa nr 205 (ang. Interstate 205, I-205) – amerykańska autostrada międzystanowa o długości 12,97 mil (20,87 km) znajdująca się całkowicie w Kalifornii, będąca drogą pomocniczą autostrady międzystanowej nr 5. Stanowi ona północną obwodnicę miasta Tracy. Oficjalnie znana jako Robert T. Monagan Freeway.